# Lucio Sassi

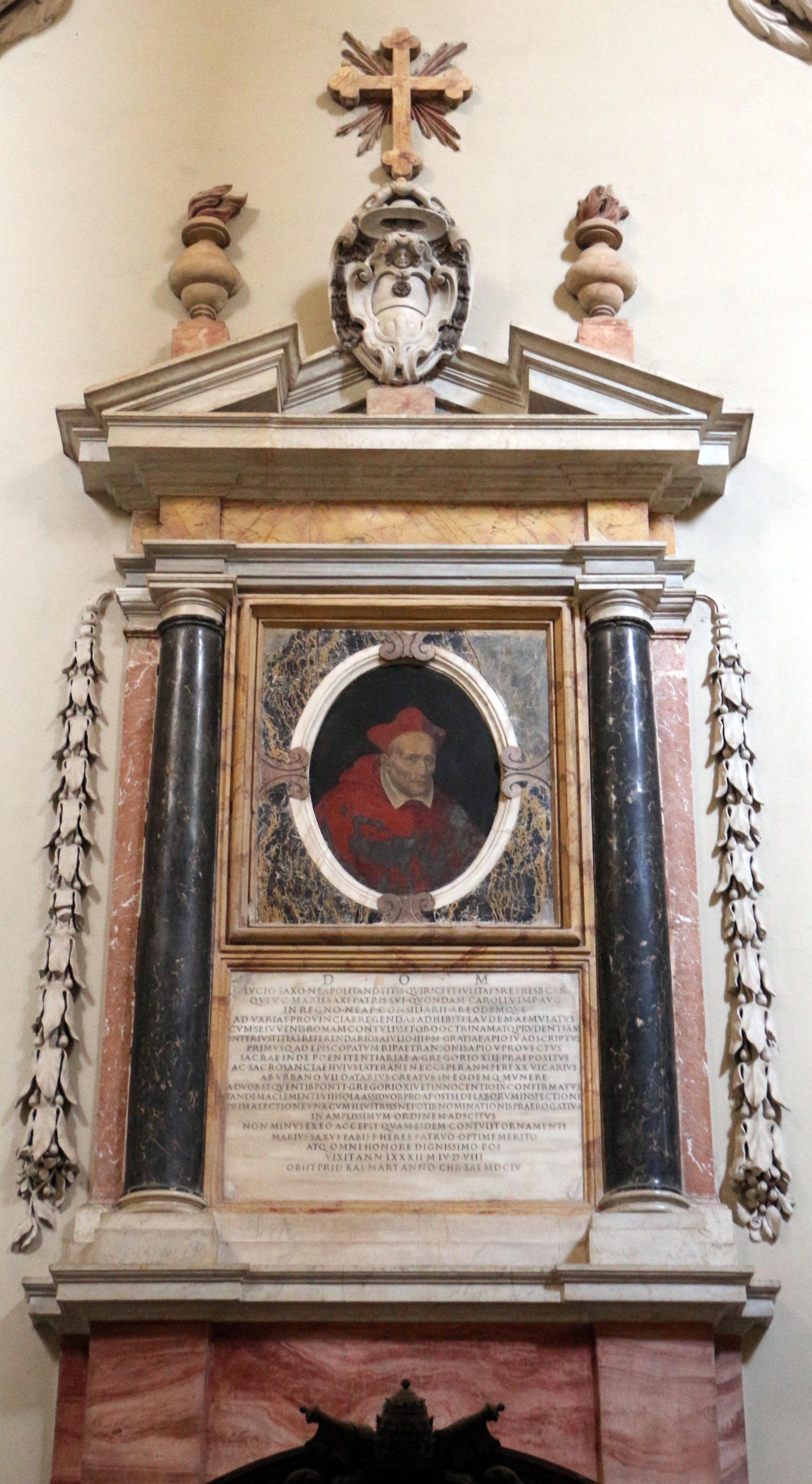
Praalgraf in Sint-Jan van Lateranen, Rome

Lucio Sassi (Nola, 21 oktober 1521 – Rome, 29 februari 1604) was een kardinaal van de Rooms-katholieke Kerk. In zijn kerkelijke carrière was hij bestuurder in de Pauselijke Staat, bisschop van Ripatransone in de Pauselijke Staat, alsook vele jaren kerkjurist aan de Curie in Rome. Rome was de hoofdstad van de Pauselijke Staat.

## Levensloop
Lucio Sassi was afkomstig van de adellijke familie Sassi in het koninkrijk Napels. Het koninkrijk Napels en Sicilië behoorde tot de Spaanse Rijk. Aanvankelijk was Sassi, een kerkjurist, bestuurder van prefecturen in het koninkrijk Napels.
Via de hofhouding van kardinaal Girolamo Verallo geraakte hij aan een benoeming in de Pauselijke Staat. Van 1561 tot 1570 bekleedde Sassi er bestuursfuncties. Zo was hij achtereenvolgens gouverneur van Fano (1561), adjunct-gouverneur van Spoleto (1563), gouverneur van Ravenna (1565), vice-legaat voor de Romagna (1565) en ten slotte gouverneur van Perugia (1568). Sassi ontving de titel van Apostolisch protonotaris bij de Heilige Stoel.
In 1571 creëerde paus Pius V het bisdom Ripatransone in de Marche, in het oosten van de Kerkelijke Staat. Met dezelfde bul Illius fulciti presidio schonk Pius V stadsrechten aan Ripatransone. Sassi werd zo de eerste bisschop van Ripatransone. Daar hield hij zich bezig met de inrichting van het kleine kerkje San Benigno tot een kathedraal. 
Van 1575 tot 1594 was de kerkjurist Sassi bestuurslid (of reggente) van de Apostolische Penitentiarie in Rome. Dit pauselijk gerechtshof is een deel van de Romeinse Curie. Hij combineerde dit deels met twee andere ambten bij de Curie: bij de Hoogste Rechtbank van de Apostolische Signatuur (vanaf 1581) en bij de Apostolische Datarie (vanaf 1590). Vanaf 1575 was hij priester aangesteld bij de pauselijke aartsbasiliek Sint-Jan van Lateranen, naast het Lateraans paleis, een woonplaats van de paus.
Zijn carrière culmineerde in een benoeming tot kardinaal-priester. In 1593 ontving Sassi van paus Clemens VIII de kardinaalshoed. De titelkerk was de Santi Quirico e Giulitta naast het Forum Romanum.
Na zijn dood in 1604 werd de Napolitaan Sassi begraven in een praalgraf in de aartsbasiliek Sint-Jan van Lateranen.